# Генератор Ван де Граафа

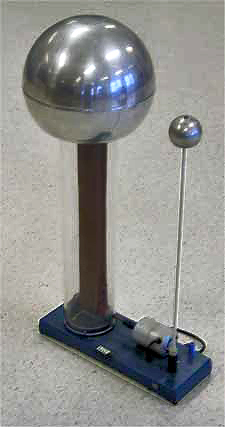
Миниатюрный генератор Ван де Граафа

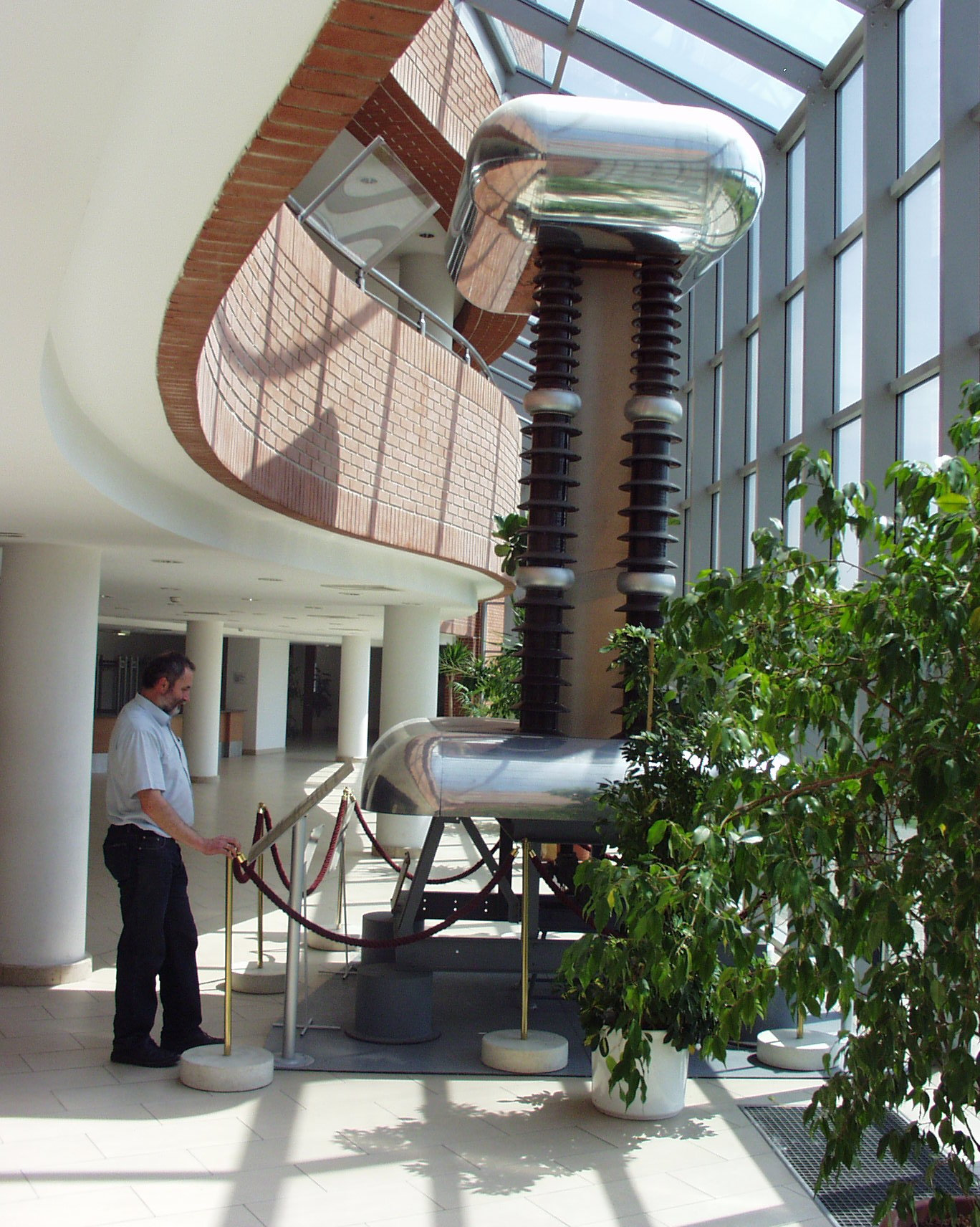
Генератор Ван де Граафа для первого в Венгрии линейного ускорителя. На нём было получено напряжение 1 МВ в 1952 году.

Генератор Ван де Граафа — электростатический генератор высокого напряжения, принцип действия которого основан на электризации движущейся диэлектрической ленты. Первый генератор был разработан американским физиком Робертом Ван де Граафом в 1929 году и позволял получать разность потенциалов до 80 киловольт. В 1931 и 1933 годах им же были построены более мощные генераторы, позволившие достичь напряжения в 1 миллион и 7 миллионов вольт соответственно.

## Принцип действия

Схема генератора, см. пояснения в тексте

Простой генератор Ван де Граафа состоит из диэлектрической (шёлковой или резиновой) ленты (4 на рисунке «Схема генератора»), вращающейся на роликах 3 и 6, причём верхний ролик диэлектрический, а нижний металлический и соединён с землёй. Один из концов ленты заключён в металлическую сферу 1. Два электрода 2 и 5 в форме щёток находятся на небольшом расстоянии от ленты сверху и снизу, причём электрод 2 соединён с внутренней поверхностью сферы 1. Через щетку 5 воздух ионизируется от источника высокого напряжения 7, образующиеся положительные ионы под действием силы Кулона движутся к заземлённому 6 ролику и оседают на ленте; движущаяся лента переносит заряд внутрь сферы 1, где он снимается щёткой 2;  под действием силы Кулона заряды выталкиваются на поверхность сферы, и поле внутри сферы создаётся только дополнительным зарядом на ленте. Таким образом, на внешней поверхности сферы накапливается электрический заряд. Возможность получения высокого напряжения ограничена коронным разрядом, возникающим при ионизации воздуха вокруг сферы. 
Напряженность электрического поля вблизи выступов больше, чем на ровной поверхности, поэтому для уменьшения коронирования поверхность сферы тщательно шлифуют. Напряженность поля, при котором возникает коронный разряд на воздухе при нормальном атмосферном давлении, составляет примерно 30 кВ/см. Такая напряженность достигается тем быстрее, чем меньше радиус сферы:
{\displaystyle E={\frac {1}{4\pi \varepsilon \varepsilon _{0}}}\cdot {\frac {q}{r^{2}}}}.
Поэтому для получения больших разностей потенциалов размер сферы увеличивают (до 10 м в диаметре). Предельная разность потенциалов, которую возможно практически получить с помощью генератора Ван де Граафа, составляет примерно {\displaystyle 10^{7}}В.
В современных электростатических генераторах высокого напряжения (аналогичных по принципу действия генератору Ван де Граафа) вместо лент используются цепи, которые состоят из чередующихся металлических и пластиковых звеньев. Эти устройства называются пеллетронами, поскольку электрический заряд переносится не диэлектрической лентой-транспортёром, а цепью, состоящей из электропроводящих звеньев — пеллетов (от англ. pellet — гранула, шарик), изолированных один от другого.

## Применение
Исторически изначально генераторы Ван де Граафа применялись в ядерных исследованиях для ускорения различных заряженных частиц. В настоящее время их роль в ядерных исследованиях уменьшилась по мере развития иных способов ускорения частиц.
Они продолжают использоваться для моделирования процессов, происходящих при попадании молний, для имитации грозовых разрядов на земле.

## В литературе
- В научно-фантастическом романе Е. Л. Войскунского и И. Б. Лукодьянова «Экипаж Меконга» генератор Ван де Граафа используется для придания свойства проницаемости твёрдым телам.
- В фантастической повести братьев Стругацких «Понедельник начинается в субботу» с генератором Ван де Граафа сравнивается вымышленное устройство — часть оборудования, используемого в отделе линейного счастья НИИЧАВО: «Я… полюбовался, как работает гигантский дистиллятор Детского Смеха, похожий чем-то на генератор Ван де Граафа. Только в отличие от генератора он работал совершенно бесшумно и около него хорошо пахло»[3].

## Фото

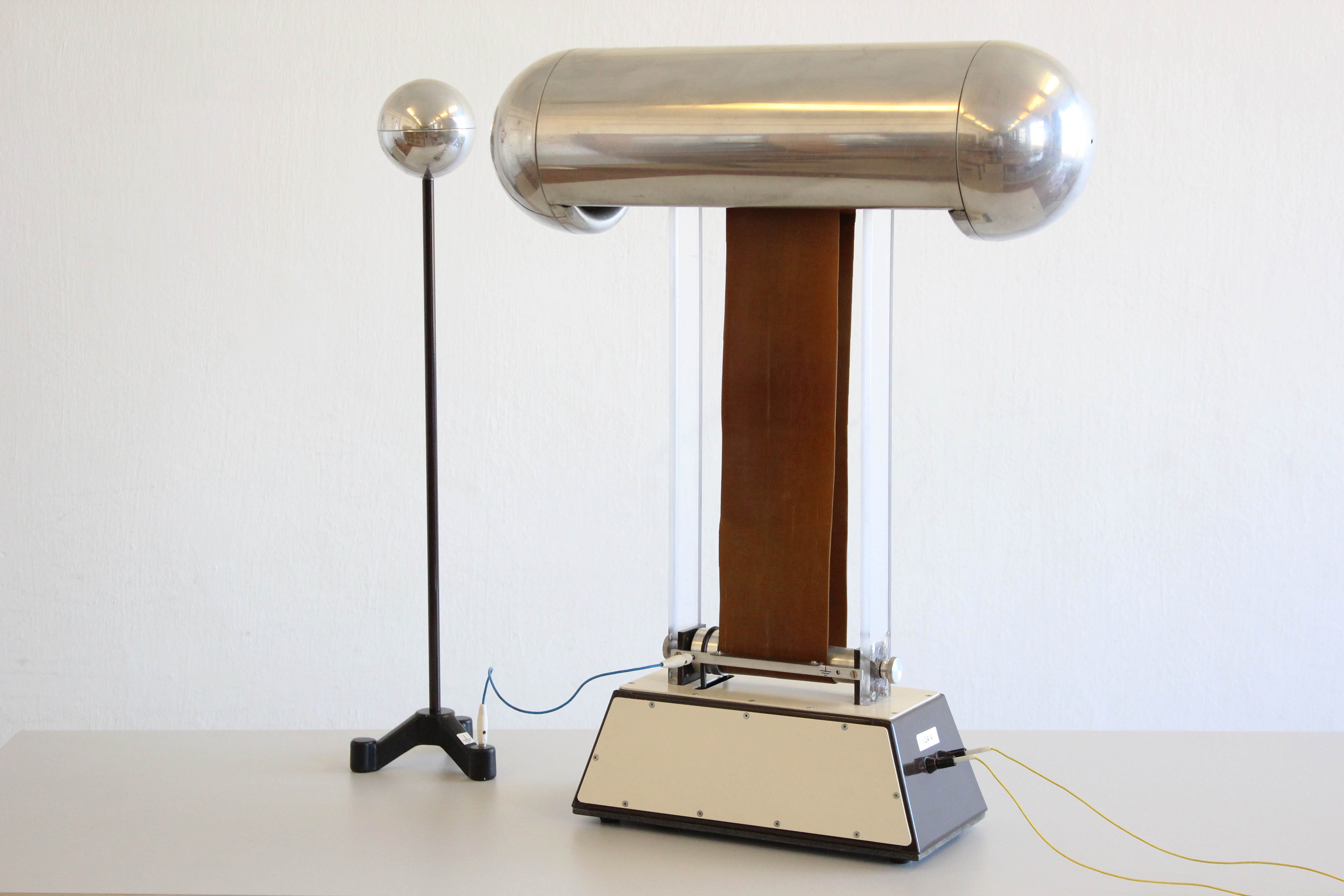
Генератор Ван де Граафа
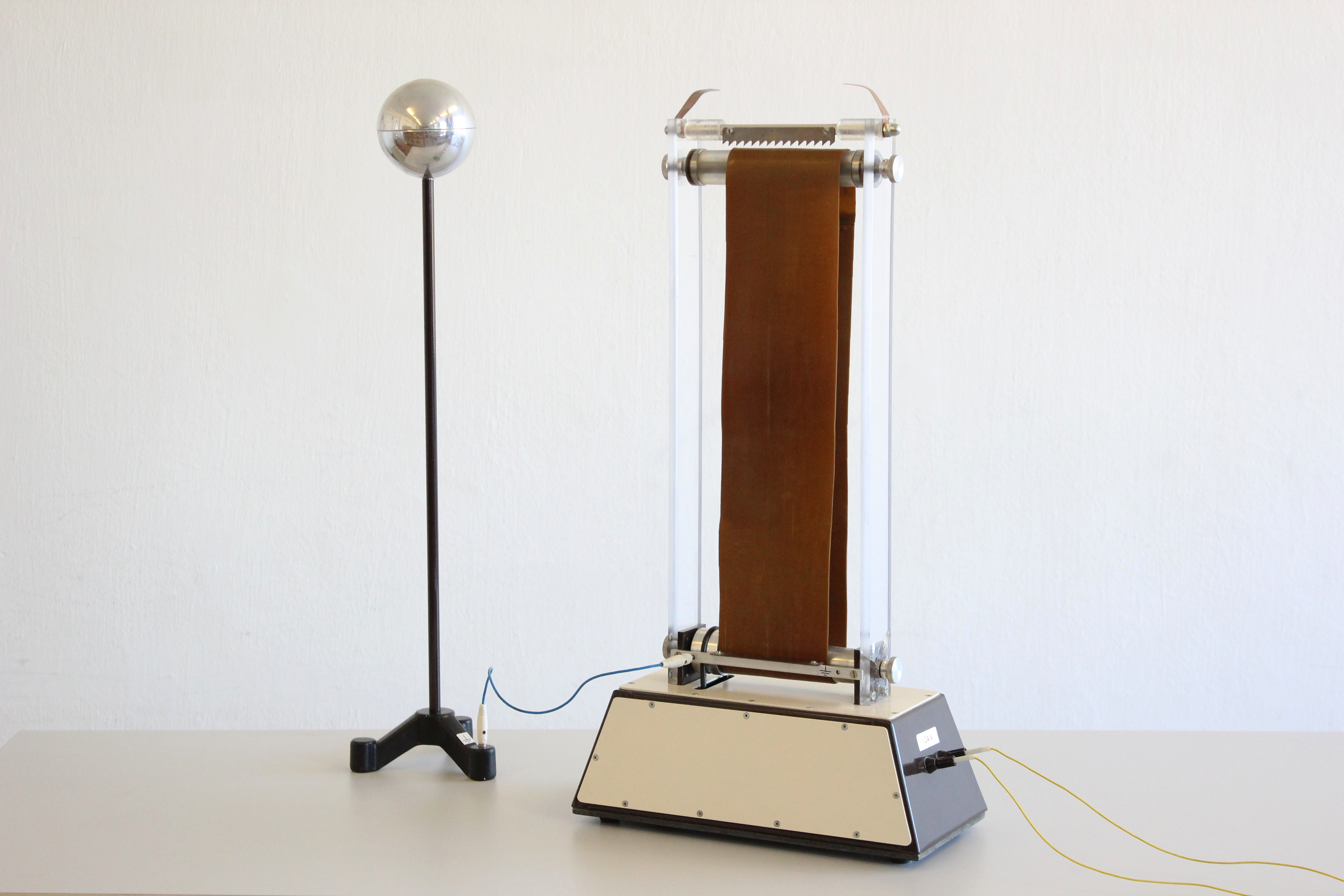
Генератор без металлической сферы
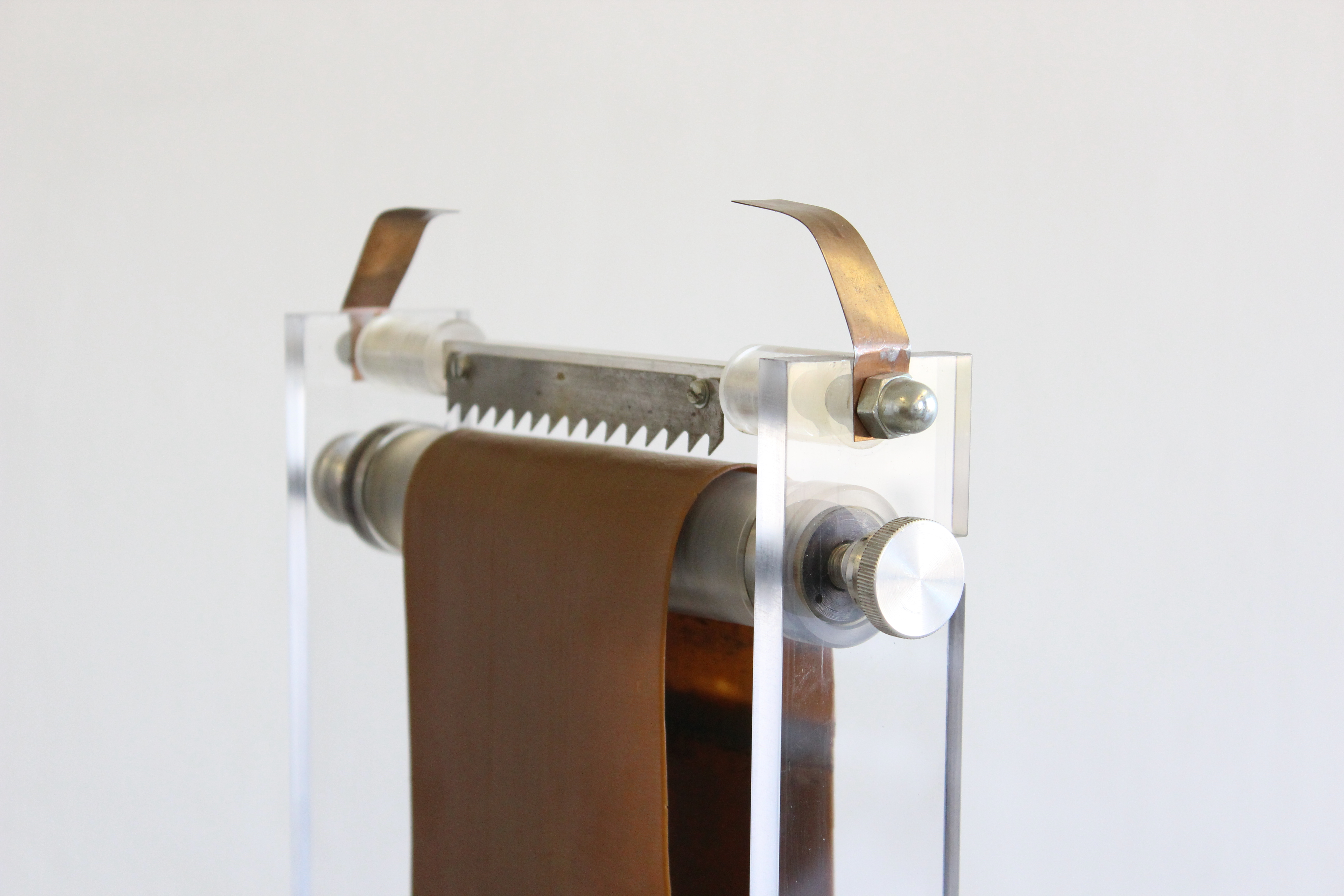
Верхний ролик и гребёнки
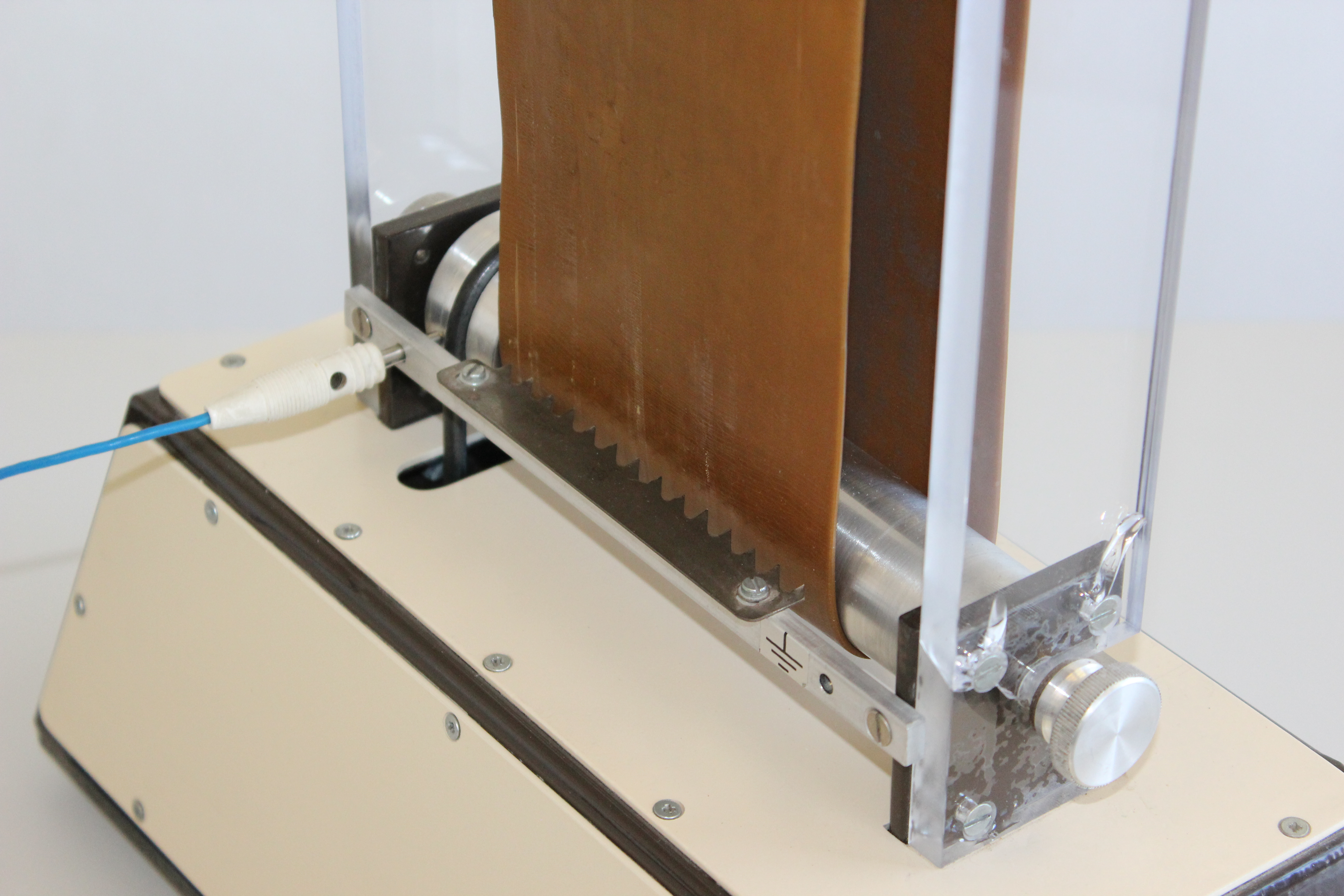
Нижний ролик и гребёнки